# Amber van der Hulst
Amber van der Hulst (21 de setembro de 1999) é uma desportista neerlandesa que compete no ciclismo nas modalidades de pista e rota. Nos Jogos Europeus de 2019 obteve uma medalha de prata na prova de madison.

## Medalheiro internacional
| Jogos Europeus | Jogos Europeus        | Jogos Europeus   | Jogos Europeus |
| Ano            | Lugar                 | Medalha          | Competição     |
| -------------- | --------------------- | ---------------- | -------------- |
| 2019           | Minsk ( Bielorrússia) | Medalha de prata | Madison        |

## Equipas
- - Parkhotel Valkenburg[3] (2020-2021)
  - Liv Racing Xstra (2022-)